# Dotillidae
Dotillidae là một họ cua với 65 loài, gần như một nửa trong số đó thuộc về chi Ilyoplax. Nhiều loài trong hai chi Scopimera và Dotilla được gọi chung là dã tràng, chuyên vê những viên cát nhỏ trên các bãi biển trong khắp vùng nhiệt đới và cận nhiệt đới ở Ấn Độ Dương và Thái Bình Dương.

## Phân loại
Họ này gồm 10 chi, gồm 5 chi không xếp trong phân họ và 5 chi xếp trong 2 phân họ:
- Dotilloplax Tweedie, 1950: 1 loài (Dotilloplax kempi Tweedie, 1950).
- Dotillopsis Kemp, 1919: 2 loài.
- Potamocypoda Tweedie, 1938: 2 loài.
- Pseudogelasimus Tweedie, 1937: 2 loài.
- Tmethypocoelis Koelbel, 1897: 4 loài.
- Phân họ Dotillinae Stimpson, 1858
  - Dotilla Stimpson, 1858: 8 loài.
  - Ilyoplax Stimpson, 1858 (gồm cả Dioxippe de Man, 1888): 28 loài.
  - Lazarocleistostoma Števčić, 2011: 1 loài (Lazarocleistostoma dentatum (Tesch, 1918)).
  - Scopimera De Haan, 1835: 15 loài.
- Phân họ Sheniinae P.K.L. Ng, Clark & Cuesta, 2010
  - Shenius Serène, 1971: 1 loài (Shenius anomalus (Shen, 1935)).